# Damias shawmayeri
Damias shawmayeri är en fjärilsart som beskrevs av Rothschild 1936. Damias shawmayeri ingår i släktet Damias och familjen björnspinnare. Inga underarter finns listade i Catalogue of Life.